# Le Môle
Pour les articles homonymes, voir Mole.
Le Môle est une montagne de Haute-Savoie qui domine Bonneville et les communes d'Ayse, La Tour, Saint-Jean-de-Tholome, Marignier, Saint-Jeoire, Ville-en-Sallaz, Viuz-en-Sallaz, Peillonnex et Faucigny qui l'entourent, mais aussi les villes de Cluses au sud-est, de La Roche-sur-Foron au sud-ouest et Annemasse au nord-ouest.

## Géographie
La montagne du Môle a la forme d'un cône presque parfait : 7 km en longueur pour 5 km en largeur, avec une altitude de 1 863 m. C'est une petite montagne pour la Haute-Savoie, mais elle a une grande importance géographique : elle sépare la vallée de l'Arve, au sud et à l'ouest, de la vallée du Giffre, au nord et au sud-est, et commande l'entrée sud du bassin genevois.
Sa forme spécifique, que l'on peut prendre pour un volcan suivant l'angle de vue, constitue un excellent repère naturel pour les montagnards et les voyageurs sur des dizaines de kilomètres tout autour. Il s'agit d'un crêt constitué par  l'empilement sur une importante hauteur de plis dans des terrains du Jurassique inférieur et du Jurassique moyen.
Sur son flanc sud s'épanouit le petit mais renommé vignoble d'Ayze, au nord-ouest le plateau du Faucigny et au sud-est une dorsale, entaillée par la vallée du Giffre, qui rejoint le Grand Massif en passant par le col de Châtillon.

## Histoire
En 1775, c'est à partir du Môle que l'Anglais George Schuckburg a évalué la hauteur du mont Blanc à 4 804 mètres d'altitude[réf. nécessaire].

## Ascension
La randonnée au sommet (4 heures de marche A/R, 12 km et 663 mètres de dénivelé depuis la commune de Saint-Jean-de-Tholome) permet sans trop de difficulté (c'est une classique familiale) de découvrir un panorama à 360° sur tous les paysages environnants (Jura, Léman, massif du Mont-Blanc, chaîne du Bargy et Salève) en embrassant presque l'ensemble du département.
Une route goudronnée permet, depuis Marignier, d'accéder jusqu'à une altitude de 1 300 m sur le versant oriental. La fin de l'ascension est alors à faire par une arête plus raide, mais plus courte.
Un sentier pédestre permet, depuis Saint-Jeoire et le hameau de Montrenaz, de gravir le Môle depuis la face nord. Jusqu'à 1 400 m le sentier passe dans la forêt avant de déboucher dans les alpages.

## Dans la culture

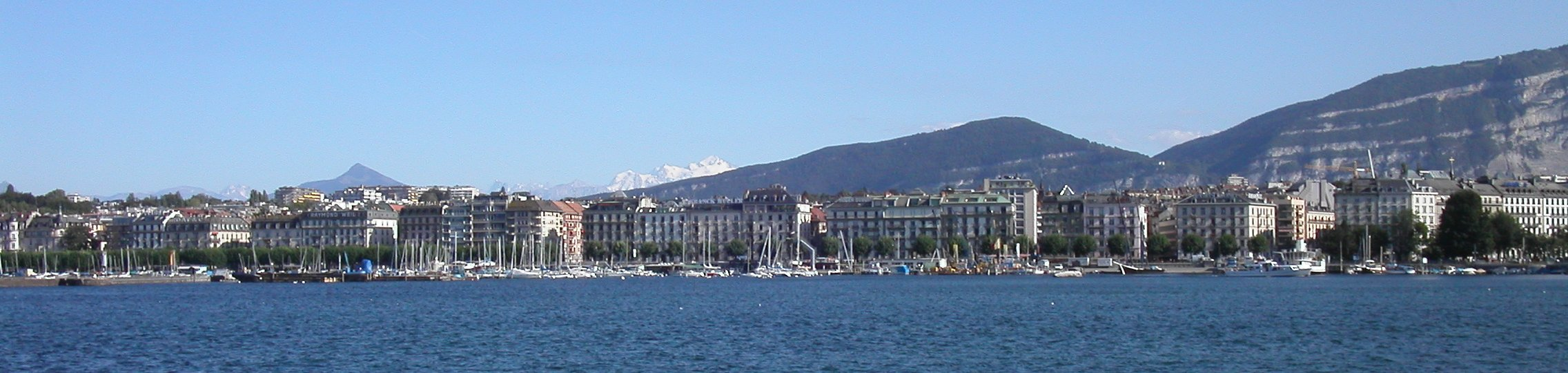
Le Môle (à gauche du mont Blanc, au fond) vu de Genève, à droite la montagne du Petit Salève, la faille de Monnetier et le début du Salève.

Mary Shelley, dans son livre Frankenstein ou le Prométhée moderne, cite le Môle comme étant visible depuis Genève par son héros Victor Frankenstein qui était originaire de cette ville.

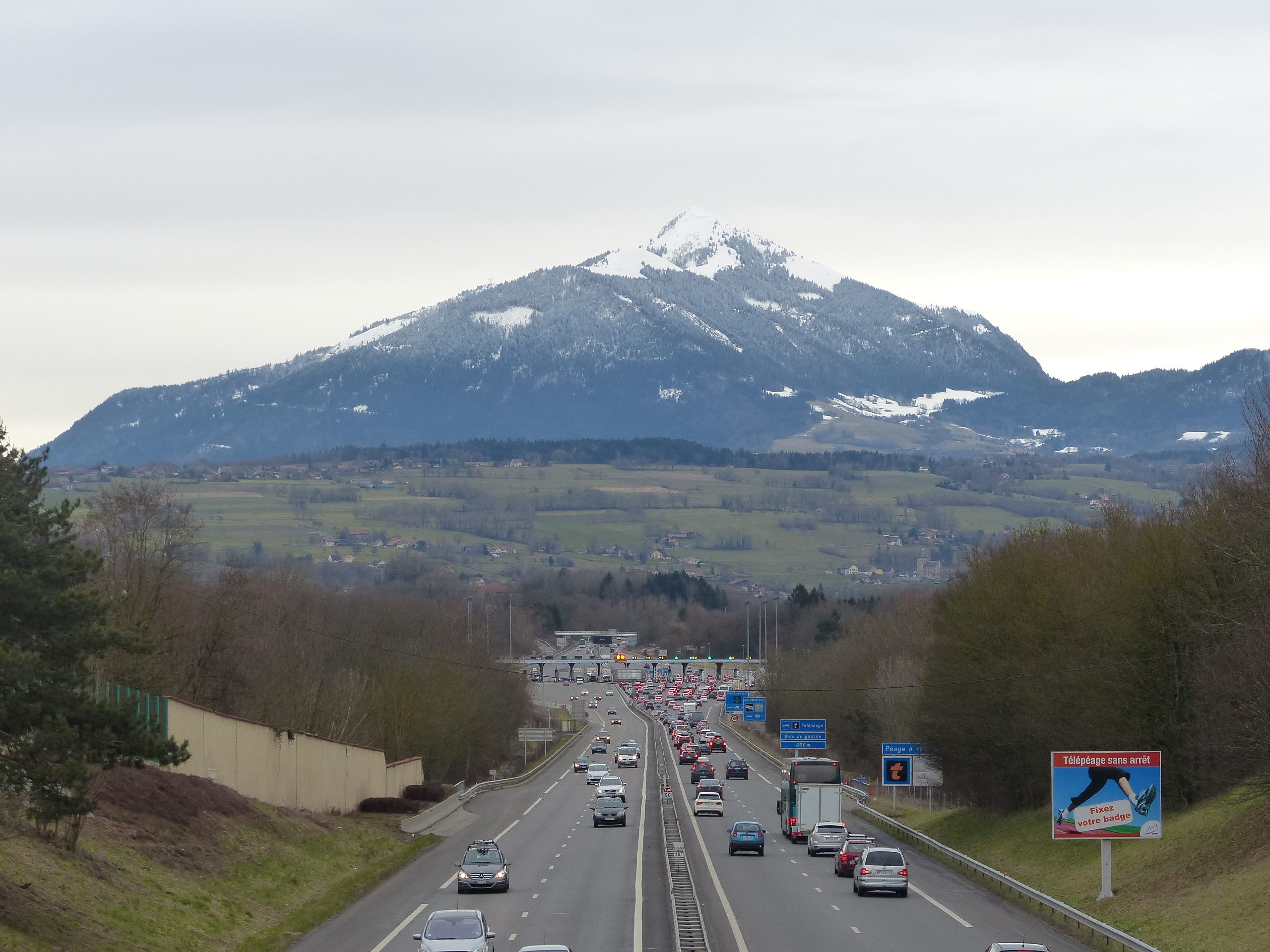
Le péage de Nangy sur l'autoroute A40, face au Môle.
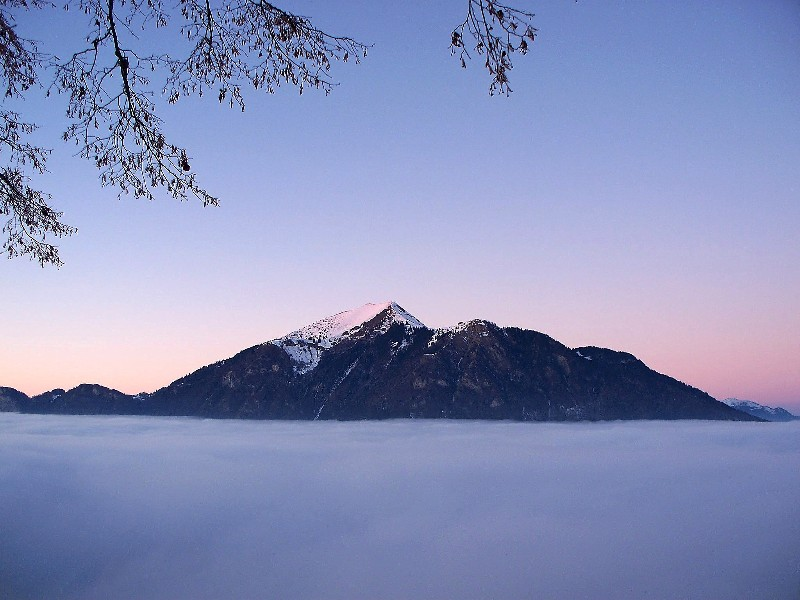
Le Môle, depuis Mont-Saxonnex.
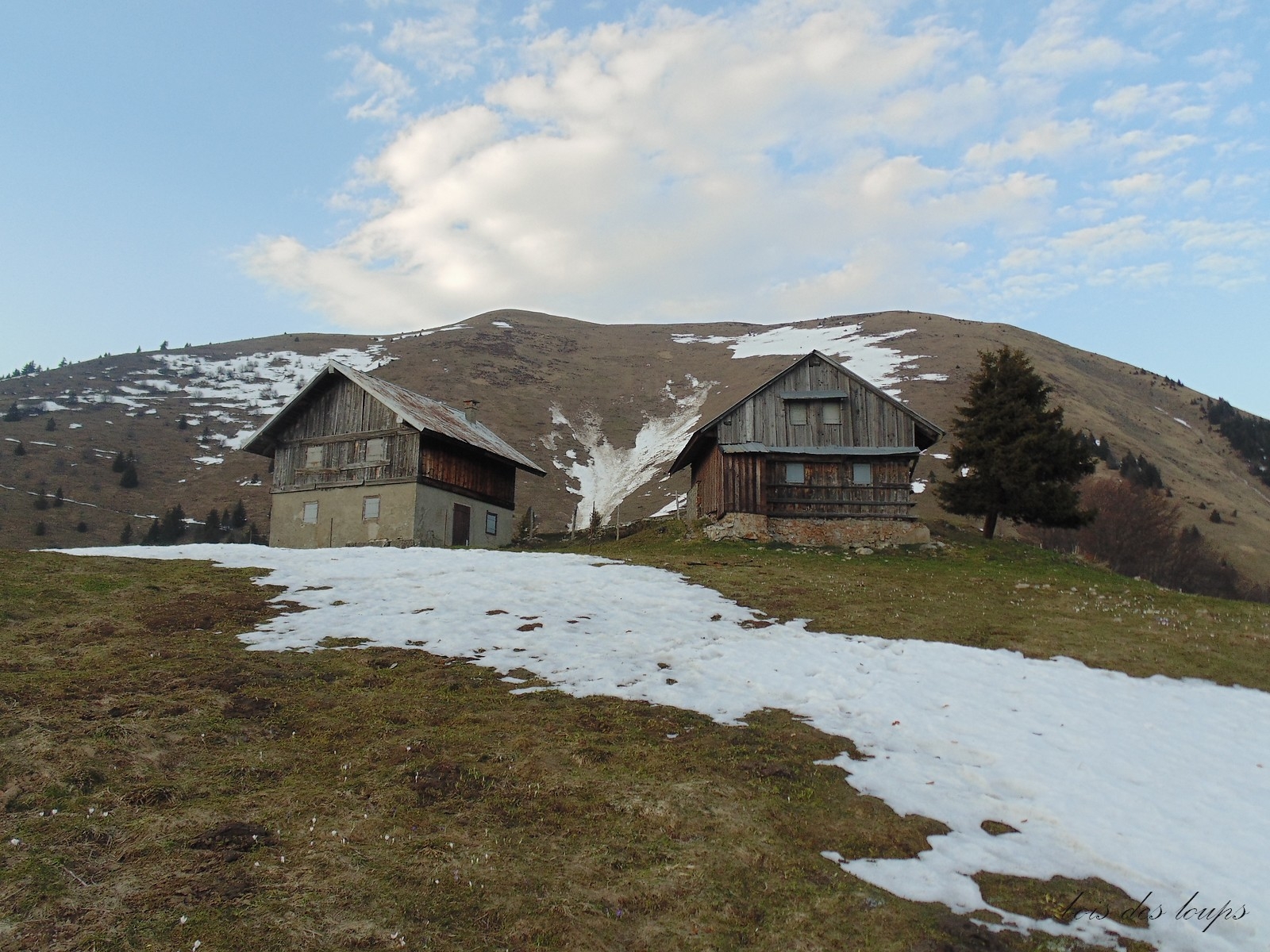
Deux des quelques chalets au petit Môle.
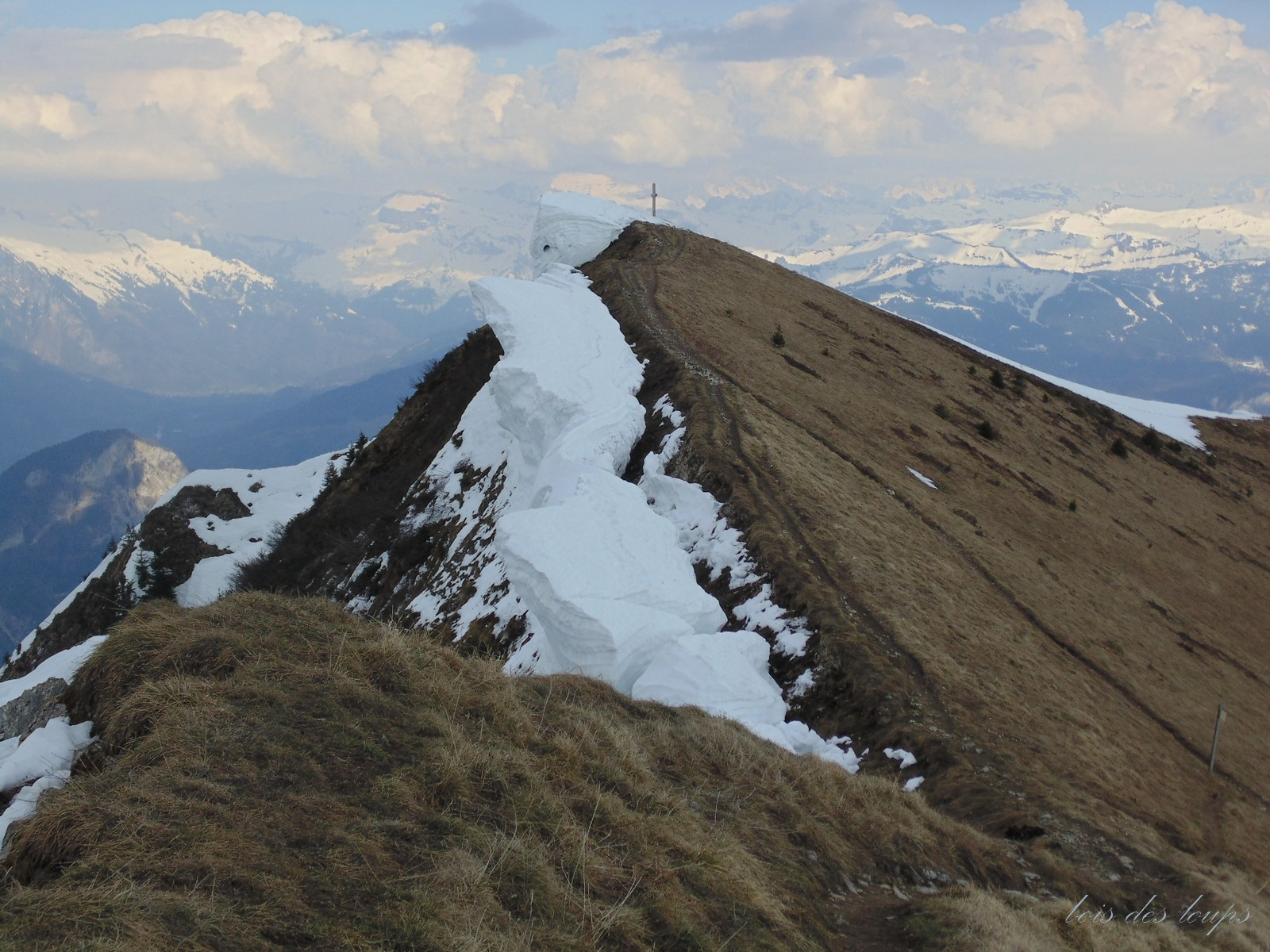
L'arête sommitale.